# Hikmet Uluğbay
Hikmet Uluğbay né le 29 mars 1939 à Isparta, est un homme politique, universitaire et haut fonctionnaire turc.
Diplômé du département des finances de la faculté des sciences politiques de l'Université d'Ankara en 1961. Même année il rejoint le ministère des finances. Fait son master of arts de l'économie à l'Université de Californie du Sud (1966-1968). Conseiller économique et financière à l'embassade à Tokyo (1971-1973) et à la représentation permanente auprès de l'OTAN (1978-1981), Directeur du trésor (1981-1984), représentant permanent adjoint auprès de l'OCDE (1984-1985), conseiller principal économique et commercial à l'embassade à Washington (1985-1989), Conseiller au secrétariat d'État du trésor et de la commerce extérieure (1989-1992). Admis à la retraite sur demande en 1992. Il est chargé de cours à l'Université Bilkent (1991-1995). Député d'Ankara (1995-2002), vice-président du groupe de DSP (1996-1997), ministre de l'éducation nationale (1997-1999), vice-premier ministre et ministre d'État chargé de l'économie (1999), ministre d'État chargé du trésor (1999). Après les négociations entre le gouvernement turc et le FMI, le 6 juillet 1999 tente de se suicider mais a survécu, 15 jours plus tard, quitte le gouvernement. En 2005, quitte le DSP.
Marié et a 2 enfants. Il est frère de Général Ragıp Uluğbay.